# Trick
Trick je americký hraný film z roku 1999, který režíroval Jim Fall. Filmová komedie se odehrává během jediného dne, kdy se dva mladíci snaží najít místo pro nerušený sex. Snímek měl světovou premiéru na filmovém festivalu Sundance dne 27. ledna 1999. V ČR byl poprvé uveden na Febiofestu v roce 2003.

## Děj
Gabriel je mladý skladatel. Bydlí v New Yorku ve společném pronájmu s egoistickým Richem. Má nudnou práci v kanceláři a zkouší se prosadit se svým muzikálem. Testovací uvedení části muzikálu s jeho nejlepší kamarádkou Katherine v hlavní roli ovšem nepřinese pozitivní ohlas. Večer jde do gay baru, protože jeho spolubydlící Rich chce byt pro sebe a svou přítelkyni, která se právě vrátila z Paříže. V baru sleduje vystoupení go-go tanečníka. Když se vrací nočním metrem domů, opět tanečníka potká. Gabriel se Markovi líbí a dohodnou se na sexu na jednu noc. Tím začíná dlouhá noc, při které hledají místo, kde by nebyli rušeni. V bytě je nečekaně vyruší Katherine a později Riche se svou přítelkyní. Potloukají se tedy nočním New Yorkem, povídají si a vzájemně se sblíží. Až ráno se rozloučí a vymění si telefonní čísla.

## Obsazení
| Christian Campbell | Gabriel   |
| John Paul Pitoc    | Mark      |
| Tori Spelling      | Katherine |
| Brad Beyer         | Rich      |
| Lorri Bagley       | Judy      |
| Steve Hayes        | Perry     |
| Lacey Kohl         | Geneviève |
| Will Keenan        | Dude      |

## Ocenění
- Teddy Award (Berlinale): cena čtenářů Siegessäule
- Los Angeles Gay & Lesbian Film Festival: zvláštní cena

## Nominace
- Sundance Film Festival: velká cena poroty
- Golden Satellite Award: nejlepší herečka ve vedlejší roli v komedii/muzikálu (Tori Spelling)